# 플로샤디 마륵사역
플로샤디 마륵사 역(러시아어: Площадь Маркса)은 러시아 노보시비르스크주 노보시비르스크에 있는 노보시비르스크 지하철 레닌스카야 선의 역이다. 1991년 7월 26일에 개통되었다.